# الدوري البلغاري الممتاز 1996-97
الدوري البلغاري الممتاز 1996-97 (بالبلغارية: „А“ група 1996/97)‏ هو الموسم 73 من الدوري البلغاري الممتاز. أشرف على تنظيمه اتحاد بلغاريا لكرة القدم، وكان عدد الأندية المشاركة فيه 16، وفاز فيه سسكا صوفيا.